# Orientierungslauf-Weltcup 2004
Der Orientierungslauf-Weltcup 2004 war die zehnte Auflage der internationalen Wettkampfserie im Orientierungslauf. Die Schweizerin Simone Niggli-Luder gewann die Gesamtwertung bei den Damen, der Norweger Holger Hott Johansen bei den Herren.
Ausgetragen wurde die Weltcup-Saison in drei Runden mit insgesamt zwölf Wettkämpfen in Dänemark, Schweden und Deutschland.

## Austragungsorte
| Runde | Wettkampf | Datum         | Austragungsort | Wettbewerb    | Bemerkung             |
| ----- | --------- | ------------- | -------------- | ------------- | --------------------- |
| 1     | 1         | 13. Juli      | Roskilde       | Mitteldistanz | Europameisterschaften |
| 1     | 2         | 14. Juli      | Roskilde       | Sprint        | Europameisterschaften |
| 1     | 3         | 16. Juli      | Roskilde       | Langdistanz   | Europameisterschaften |
| 1     | 4         | 17. Juli      | Roskilde       | Staffel       | Europameisterschaften |
| 2     | 5         | 15. September | Västerås       | Sprint        | Weltmeisterschaften   |
| 2     | 6         | 16. September | Västerås       | Langdistanz   | Weltmeisterschaften   |
| 2     | 7         | 18. September | Västerås       | Mitteldistanz | Weltmeisterschaften   |
| 2     | 8         | 19. September | Västerås       | Staffel       | Weltmeisterschaften   |
| 3     | 9         | 19. Oktober   | Dresden        | Sprint        |                       |
| 3     | 10        | 21. Oktober   | Dresden        | Mitteldistanz |                       |
| 3     | 11        | 23. Oktober   | Dresden        | Langdistanz   |                       |
| 3     | 12        | 24. Oktober   | Dresden        | Staffel       |                       |

## Einzel

### Herren
| Datum         | Ort      | Distanz | 1. Platz              | 2. Platz                         | 3. Platz             | Anmerkungen             |
| ------------- | -------- | ------- | --------------------- | -------------------------------- | -------------------- | ----------------------- |
| 13. Juli      | Roskilde | Mittel  | Thierry Gueorgiou     | Jarkko Huovila                   | Emil Wingstedt       | 6,4 km, 95 Hm, 22 P.    |
| 14. Juli      | Roskilde | Sprint  | Emil Wingstedt        | Andrei Chramow                   | Mårten Boström       | 3,0 km, 20 P.           |
| 16. Juli      | Roskilde | Lang    | Kalle Dalin           | Mats Haldin                      | Emil Wingstedt       | 14,5 km, 560 Hm, 29 P.  |
| 15. September | Västerås | Sprint  | Niclas Jonasson       | Håkan Eriksson Juri Omeltschenko |                      | 3,06 km, 95 Hm, 12 P.   |
| 16. September | Västerås | Lang    | Bjørnar Valstad       | Mattias Karlsson                 | Holger Hott Johansen | 17,11 km, 610 Hm, 28 P. |
| 18. September | Västerås | Mittel  | Thierry Gueorgiou     | Walentin Nowikow                 | Anders Nordberg      | 6,3 km                  |
| 19. Oktober   | Dresden  | Sprint  | Øystein Kvaal Østerbø | Daniel Hubmann Mikkel Lund       |                      |                         |
| 21. Oktober   | Dresden  | Mittel  | Mats Troeng           | Daniel Hubmann                   | Jarkko Huovila       |                         |
| 23. Oktober   | Dresden  | Lang    | Holger Hott Johansen  | Mats Haldin                      | Andrei Chramow       |                         |

### Damen
| Datum         | Ort      | Distanz | 1. Platz            | 2. Platz            | 3. Platz             | Anmerkungen             |
| ------------- | -------- | ------- | ------------------- | ------------------- | -------------------- | ----------------------- |
| 13. Juli      | Roskilde | Mittel  | Hanne Staff         | Dainora Alsauskaite | Tatjana Rjabkina     | 5,3 km, 90 Hm, 21 P.    |
| 14. Juli      | Roskilde | Sprint  | Simone Niggli-Luder | Jenny Johansson     | Emma Claesson        | 2,5 km, 16 P.           |
| 16. Juli      | Roskilde | Lang    | Simone Niggli-Luder | Emma Claesson       | Tatjana Rjabkina     | 9,6 km, 340 Hm, 21 P.   |
| 15. September | Västerås | Sprint  | Simone Niggli-Luder | Karolina Arewång    | Elisabeth Ingvaldsen | 2,56 km, 80 Hm, 11 P.   |
| 16. September | Västerås | Lang    | Karolina Arewång    | Hanne Staff         | Marika Mikkola       | 11,02 km, 475 Hm, 25 P. |
| 18. September | Västerås | Mittel  | Hanne Staff         | Tatjana Rjabkina    | Heli Jukkola         | 5,26 km                 |
| 19. Oktober   | Dresden  | Sprint  | Simone Niggli-Luder | Karolina Arewång    | Emma Claesson        |                         |
| 21. Oktober   | Dresden  | Mittel  | Emma Claesson       | Tatjana Rjabkina    | Dana Brožková        |                         |
| 23. Oktober   | Dresden  | Lang    | Simone Niggli-Luder | Tatjana Rjabkina    | Karin Schmalfeld     |                         |

## Staffel

### Herren
| Datum         | Ort      | 1. Platz                                                    | 2. Platz                                                  | 3. Platz                                                 | Anmerkungen |
| ------------- | -------- | ----------------------------------------------------------- | --------------------------------------------------------- | -------------------------------------------------------- | ----------- |
| 17. Juli      | Roskilde | Finnland Jarkko Huovila Pasi Ikonen Mats Haldin             | Dänemark Chris Terkelsen René Rokkjær Carsten Jørgensen   | Schweden Kalle Dalin Johan Modig Emil Wingstedt          |             |
| 19. September | Västerås | Norwegen Bjørnar Valstad Øystein Kristiansen Jørgen Rostrup | Russland Michail Mamlejew Andrei Chramow Walentin Nowikow | Schweden Mattias Karlsson Emil Wingstedt Niclas Jonasson |             |
| 24. Oktober   | Dresden  | Schweden Kalle Dalin Niclas Jonasson Mats Troeng            | Schweiz Matthias Müller Felix Bentz Daniel Hubmann        | Schweiz 2 Christian Ott Matthias Niggli Marc Lauenstein  |             |

### Damen
| Datum         | Ort      | 1. Platz                                                | 2. Platz                                                         | 3. Platz                                                   | Anmerkungen |
| ------------- | -------- | ------------------------------------------------------- | ---------------------------------------------------------------- | ---------------------------------------------------------- | ----------- |
| 17. Juli      | Roskilde | Schweden Karolina Arewång Jenny Johansson Gunilla Svärd | Norwegen Marianne Andersen Elisabeth Ingvaldsen Hanne Staff      | Schweden 2 Cecilia Bratt Lina Bäckström Emma Dahlstedt     |             |
| 19. September | Västerås | Schweden Gunilla Svärd Jenny Johansson Karolina Arewång | Finnland Marika Mikkola Minna Kauppi Heli Jukkola                | Norwegen Birgitte Husebye Elisabeth Ingvaldsen Hanne Staff |             |
| 24. Oktober   | Dresden  | Schweden Emma Claesson Jenny Johansson Karolina Arewång | Schweiz Käthi Widler Brigitte Grüniger Huber Simone Niggli-Luder | Schweden 2 Anna Lampinen Lina Bäckström Gunilla Svärd      |             |

## Gesamtwertung

### Einzel
| Herren | Herren | Herren                | Herren |
| Platz  | Land   | Athlet                | Punkte |
| ------ | ------ | --------------------- | ------ |
| 1      | NOR    | Holger Hott Johansen  | 229    |
| 2      | RUS    | Andrei Chramow        | 207    |
| 3      | NOR    | Øystein Kvaal Østerbø | 207    |
| 4      | FIN    | Jarkko Huovila        | 193    |
| 5      | FIN    | Mats Haldin           | 184    |
| 6      | SWE    | Niclas Jonasson       | 312    |
| 7      | GBR    | Jamie Stevenson       | 292    |
| 8      | DEN    | Mikkel Lund           | 291    |
| 9      | SWE    | Emil Wingstedt        | 259    |
| 9      | FRA    | Thierry Gueorgiou     | 259    |

| Damen | Damen | Damen                  | Damen  |
| Platz | Land  | Athletin               | Punkte |
| ----- | ----- | ---------------------- | ------ |
| 1     | SUI   | Simone Niggli-Luder    | 286    |
| 2     | RUS   | Tatjana Rjabkina       | 251    |
| 3     | SWE   | Karolina Arewång       | 232    |
| 4     | SWE   | Jenny Johansson        | 225    |
| 5     | SWE   | Emma Engstrand         | 217    |
| 6     | NOR   | Anne Margrethe Hausken | 210    |
| 7     | GER   | Karin Schmalfeld       | 204    |
| 8     | CZE   | Dana Brožková          | 200    |
| 9     | NOR   | Hanne Staff            | 198    |
| 10    | GBR   | Heather Monro          | 188    |

### Staffel
| Herren | Herren                 | Herren | Herren |
| Platz  | Land                   | Punkte |        |
| ------ | ---------------------- | ------ | ------ |
| 1      | Schweden               | 35     |        |
| 2      | Norwegen               | 35     |        |
| 3      | Finnland               | 33     |        |
| 4      | Dänemark               | 27     |        |
| 5      | Schweiz                | 24     |        |
| 6      | Frankreich             | 19     |        |
| 7      | Italien                | 18     |        |
| 8      | Vereinigtes Königreich | 18     |        |
| 9      | Tschechien             | 17     |        |
| 10     | Russland               | 17     |        |

| Damen | Damen                  | Damen  | Damen |
| Platz | Land                   | Punkte |       |
| ----- | ---------------------- | ------ | ----- |
| 1     | Schweden               | 40     |       |
| 2     | Finnland               | 32     |       |
| 3     | Schweiz                | 30     |       |
| 4     | Norwegen               | 28     |       |
| 5     | Dänemark               | 21     |       |
| 6     | Vereinigtes Königreich | 20     |       |
| 7     | Deutschland            | 15     |       |
| 8     | Russland               | 15     |       |
| 9     | Polen                  | 11     |       |
| 10    | Tschechien             | 9      |       |